# Sâhipataoğulları
Les Sâhipataoğulları est le nom d’une dynastie de beys turkmènes d’Anatolie fondée par Fakhr al-Dîn `Ali Sahip Ata l’un des derniers vizirs seldjoukide du sultanat de Roum pendant la période des beylicats. Après 1265, ses fils s’installent à Afyonkarahisar. Ses descendants se maintiennent jusqu’en 1341, la principauté est alors annexée à celle des Germiyanides. Les Sâhipataoğulları laissent d’importants travaux d’architecture.

## Histoire du beylicat

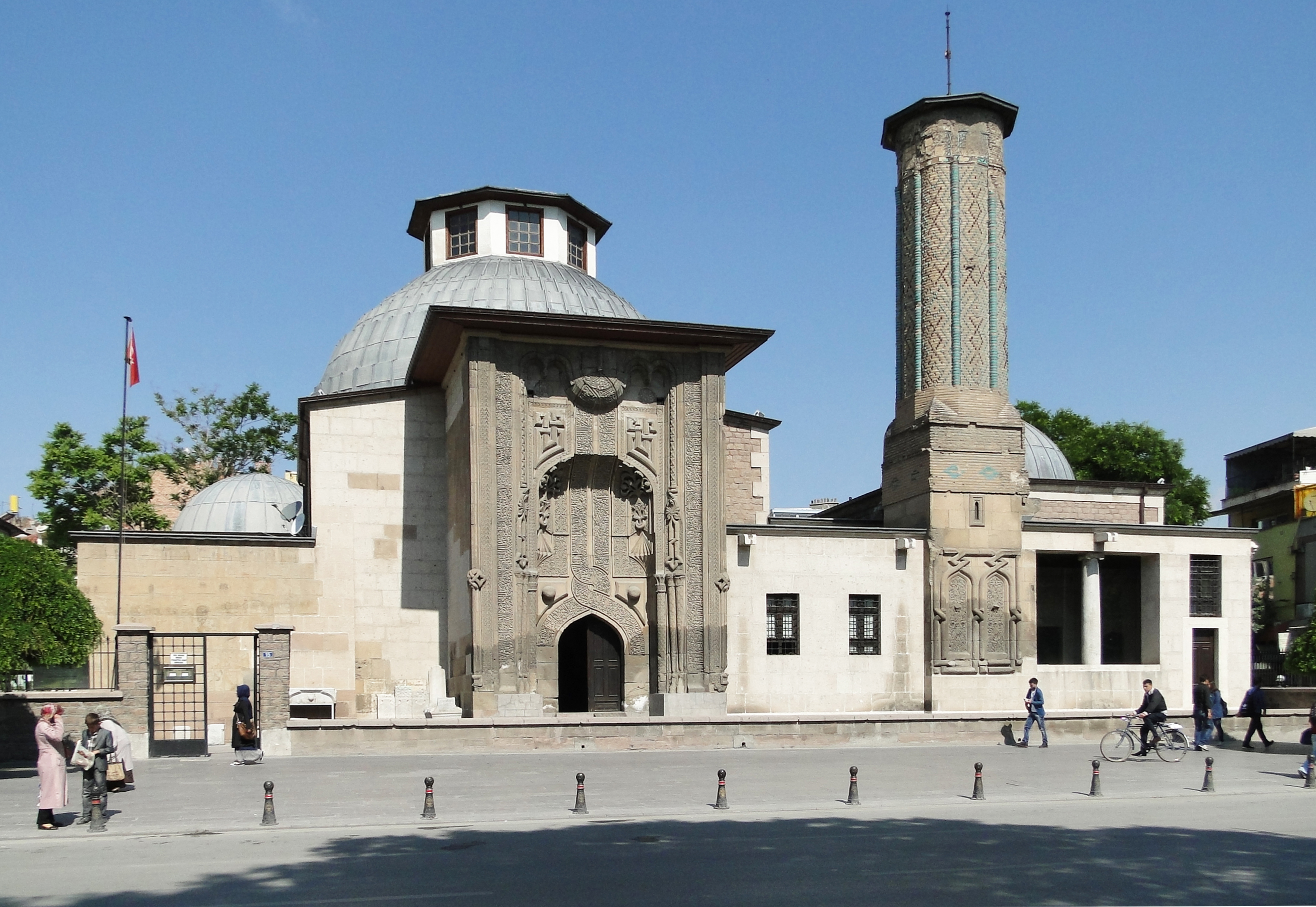
Médersa Ince Minareli, à Konya construite sur l’ordre de Sahip Ata entre 1260-1265

Les premiers à occuper des fonctions officielles à Afyonkarahisar sont les deux fils de Sahip Ata, Taceddin Hüseyin et Nusreddin Hasan conjointement nommés gouverneurs de la place forte d’Afyonkarahisar poste frontière avec l'empire byzantin en 1271. Le territoire compris entre Kütahya, Beyşehir et Akşehir. La capitale étant Afyonkarahisar. Sahip Ata règne sur cette principauté conjointement avec ses fils. Afyonkarahisar est une position facile à fortifier. En 1271, Sahip Ata y fait construire une grande mosquée avec couverture à charpente portée sur des poteaux de bois. Sahip Ata réprime la rébellion de l'émir Turkmène de Denizli ainsi que celle des mutins Turkmènes des environs d'Afyonkarahisar et de Sandikli. Les deux fils de Sahip Ata décèdent au cours des combats contre l'usurpateur Alâeddin Siyavuş Jimri en 1276/77.
Accusé de trahison par le khan mongol Abaqa, le grand vizir Mu`in ad-Dîn Suleyman « Pervane » est exécuté le 2 août 1277. Après ce décès, Sahip Ata devient le nouveau grand vizir du sultanat de Roum.
Sahip Ata décède avant 1289. Comme ses fils sont morts avant lui, c'est son petit-fils Şemseddin Ahmed (fils de Nusreddin Hasan) qui prend la fonction de bey à Afyon.

### Şemseddin Ahmed
Şemseddin Ahmed est le gendre des Germiyanides. Il est tué en 1287. Il laisse deux fils :
- Nusreddin Ahmed qui lui succède
- Muzaffereddin[14] Devlet[15]

### Nusreddin Ahmed
Pendant le règne de l’Ilkhan Abu Saïd Bahadur, l’émir Chupan arrive en Anatolie. Nusreddin Ahmed est un de ceux qui se déclarent vassaux des lkhanides (1314). Timurtaş, fils cadet de Chupan, est nommé gouverneur de l’Anatolie (1319). Timurtaş, entreprend de remettre de l’ordre dans la région. La principauté fait en principe, partie des territoires vassaux des ilkhanides. Au départ elle était constituée de toute la région autour d’Afyonkarahisar, elle s’est réduite à la ville et à ses alentours. En 1321, Timurtaş se révolte contre les Ilkhans et fait alliance avec les Mamelouks d’Égypte. Chupan le convainc de se soumettre et obtient d’Abu Saïd Bahadur le pardon et son maintien dans les fonctions de gouverneur de l’Anatolie.
A l’approche de Timurtaş , Nusreddin Ahmed se réfugie dans la famille de sa mère au palais des Germiyanides à Kütahya (pendant le règne de Yakub Bey Ier, avant 1325).
En 1327, Chupan, tombé en disgrâce, est tué à la demande de l’Ilkhan. Timurtaş va se réfugier en Égypte. Bien reçu dans un premier temps par An-Nâsir, il est ensuite exécuté par celui-ci à la demande d’Abu Saïd en juillet/aout 1328.
Après la fuite de Timurtaş, Nusreddin Ahmed peut revenir à Afyonkarahisar tout en reconnaissant la tutelle des Germianides. On considère qu'il a vécu au moins jusqu'en 1342.
Après la mort de Nusreddin Ahmed, la principauté est finalement annexée au beylicat des Germiyanides. Les fils de Muzaffereddin Devlet ont gardé une certaine influence pendant la période de domination par les Germiyanides au point qu’à cette époque, Afyon est appelée Kara-Hisar-i Devlet.

## La dynastie

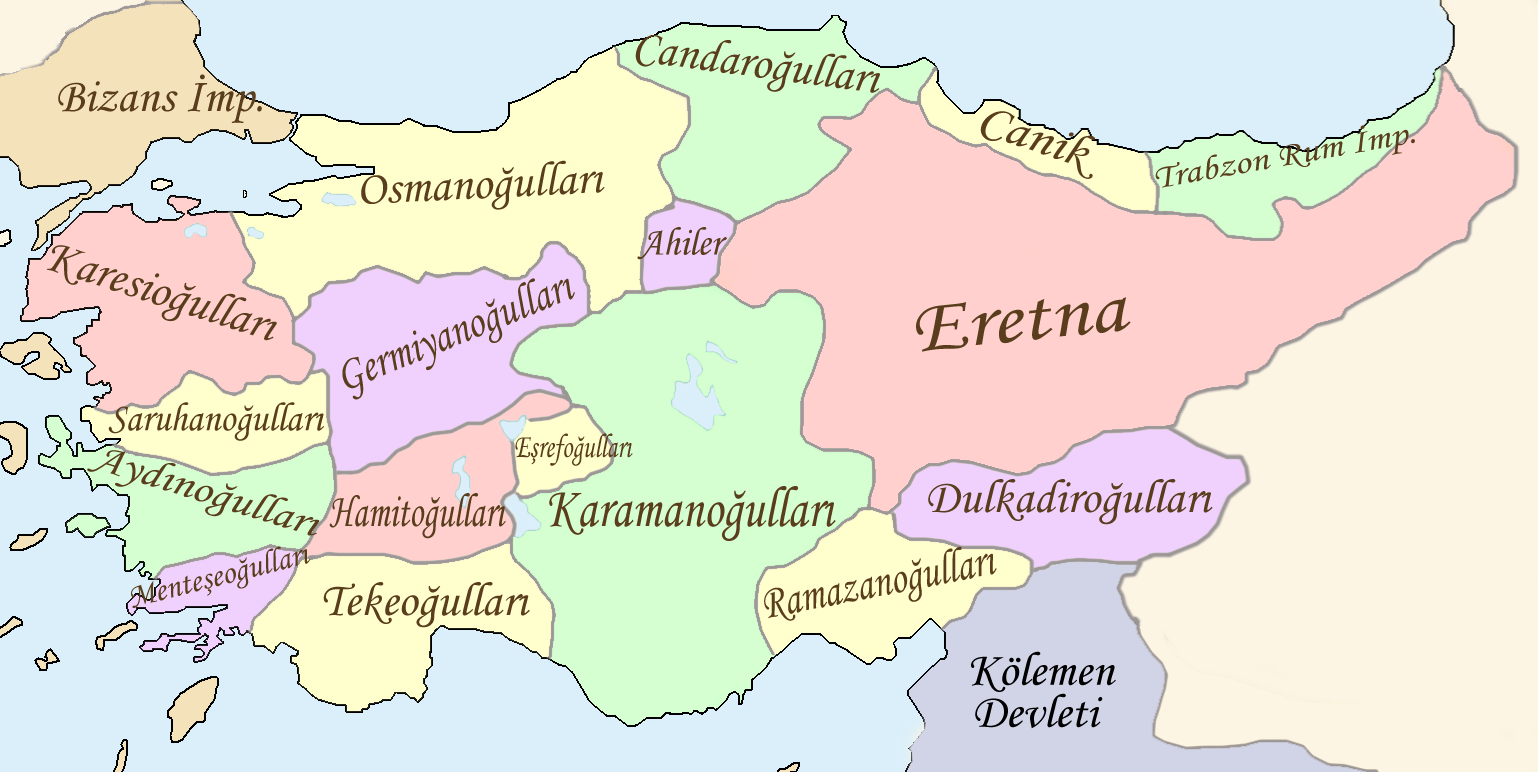
Carte des beylicats d’Anatolie formés après la Bataille de Köse Dağ (26 juin 1243). Le beylicat des Sâhipataoğulları est entre celui des Hamidides, celui des Germiyanides et celui de Eşrefoğulları.

| 1250-avant 1289 | Sahib Ata `Ala' Fakhr al-dîn `Alî | Sahip Ata Fahreddin Ali |                 | Vizir des sultans Seldjoukides de Roum      |
| après 1265-1277 | Nusrat al-Dîn Hasan               | Nusreddin Hasan         | Sahip Ata       | Gouverneurs d’Afyonkarahhisar conjointement |
| après 1265-1277 | Taj al-Dîn Husayn                 | Taceddin Hüseyin        | Sahip Ata       | Gouverneurs d’Afyonkarahhisar conjointement |
| 1285-1287       | Chams al-Dîn Ahmad                | Şemseddin Ahmed         | Nusreddin Hasan |                                             |
| 1287-avant 1343 | Nusrat al-Dîn Ahmed               | Nusreddin Ahmed         | Şemseddin Ahmed | annexion au beylicat des Germiyanides       |